# مقاطعة سوفولك (نيويورك)
مقاطعة سوفولك (بالإنجليزية: Suffolk County)‏ هي إحدى المقاطعات في ولاية نيويورك في الولايات المتحدة الأمريكية.

## المناخ
يظهر الجدول التالي التغييرات المناخية على مدار السنة لمقاطعة سوفولك:
| البيانات المناخية لـمقاطعة سوفولك              | البيانات المناخية لـمقاطعة سوفولك | البيانات المناخية لـمقاطعة سوفولك | البيانات المناخية لـمقاطعة سوفولك | البيانات المناخية لـمقاطعة سوفولك | البيانات المناخية لـمقاطعة سوفولك | البيانات المناخية لـمقاطعة سوفولك | البيانات المناخية لـمقاطعة سوفولك | البيانات المناخية لـمقاطعة سوفولك | البيانات المناخية لـمقاطعة سوفولك | البيانات المناخية لـمقاطعة سوفولك | البيانات المناخية لـمقاطعة سوفولك | البيانات المناخية لـمقاطعة سوفولك | البيانات المناخية لـمقاطعة سوفولك |
| الشهر                                          | يناير                             | فبراير                            | مارس                              | أبريل                             | مايو                              | يونيو                             | يوليو                             | أغسطس                             | سبتمبر                            | أكتوبر                            | نوفمبر                            | ديسمبر                            | المعدل السنوي                     |
| ---------------------------------------------- | --------------------------------- | --------------------------------- | --------------------------------- | --------------------------------- | --------------------------------- | --------------------------------- | --------------------------------- | --------------------------------- | --------------------------------- | --------------------------------- | --------------------------------- | --------------------------------- | --------------------------------- |
| متوسط درجة الحرارة الكبرى °ف (°م)              | 38.1 (3.4)                        | 40.1 (4.5)                        | 45.6 (7.6)                        | 54.5 (12.5)                       | 64.2 (17.9)                       | 73.3 (22.9)                       | 79.3 (26.3)                       | 78.9 (26.1)                       | 71.9 (22.2)                       | 62.6 (17.0)                       | 53.0 (11.7)                       | 43.6 (6.4)                        | 58.8 (14.9)                       |
| المتوسط اليومي °ف (°م)                         | 32.3 (0.2)                        | 33.7 (0.9)                        | 39.0 (3.9)                        | 47.5 (8.6)                        | 56.6 (13.7)                       | 66.4 (19.1)                       | 72.4 (22.4)                       | 72.2 (22.3)                       | 65.7 (18.7)                       | 56.4 (13.6)                       | 47.2 (8.4)                        | 37.9 (3.3)                        | 52.3 (11.3)                       |
| متوسط درجة الحرارة الصغرى °ف (°م)              | 26.4 (−3.1)                       | 27.3 (−2.6)                       | 32.4 (0.2)                        | 40.4 (4.7)                        | 48.9 (9.4)                        | 59.5 (15.3)                       | 65.5 (18.6)                       | 65.5 (18.6)                       | 59.4 (15.2)                       | 50.3 (10.2)                       | 41.4 (5.2)                        | 32.3 (0.2)                        | 45.8 (7.7)                        |
| الهطول إنش (مم)                                | 2.87 (73)                         | 3.38 (86)                         | 4.75 (121)                        | 3.45 (88)                         | 2.21 (56)                         | 3.80 (97)                         | 3.81 (97)                         | 3.92 (100)                        | 3.93 (100)                        | 3.66 (93)                         | 4.22 (107)                        | 3.58 (91)                         | 43.58 (1٬109)                     |
| المصدر: الإدارة الوطنية للمحيطات والغلاف الجوي |                                   |                                   |                                   |                                   |                                   |                                   |                                   |                                   |                                   |                                   |                                   |                                   |                                   |

## معرض صور

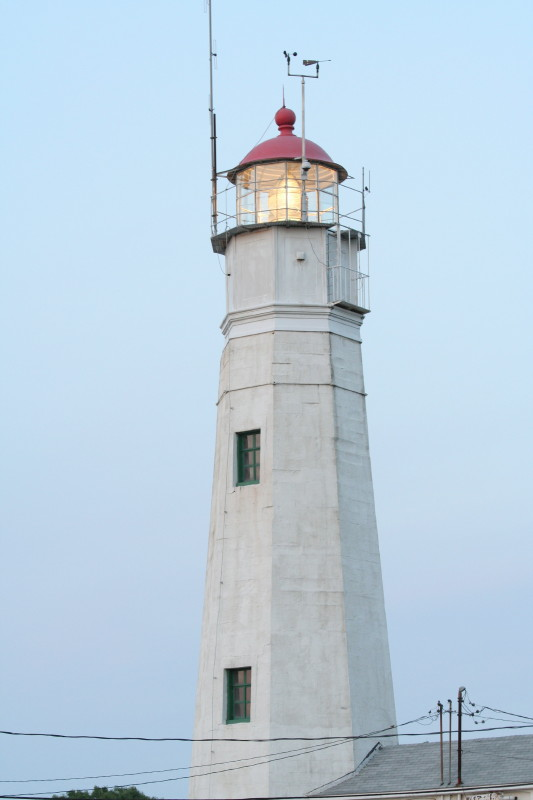
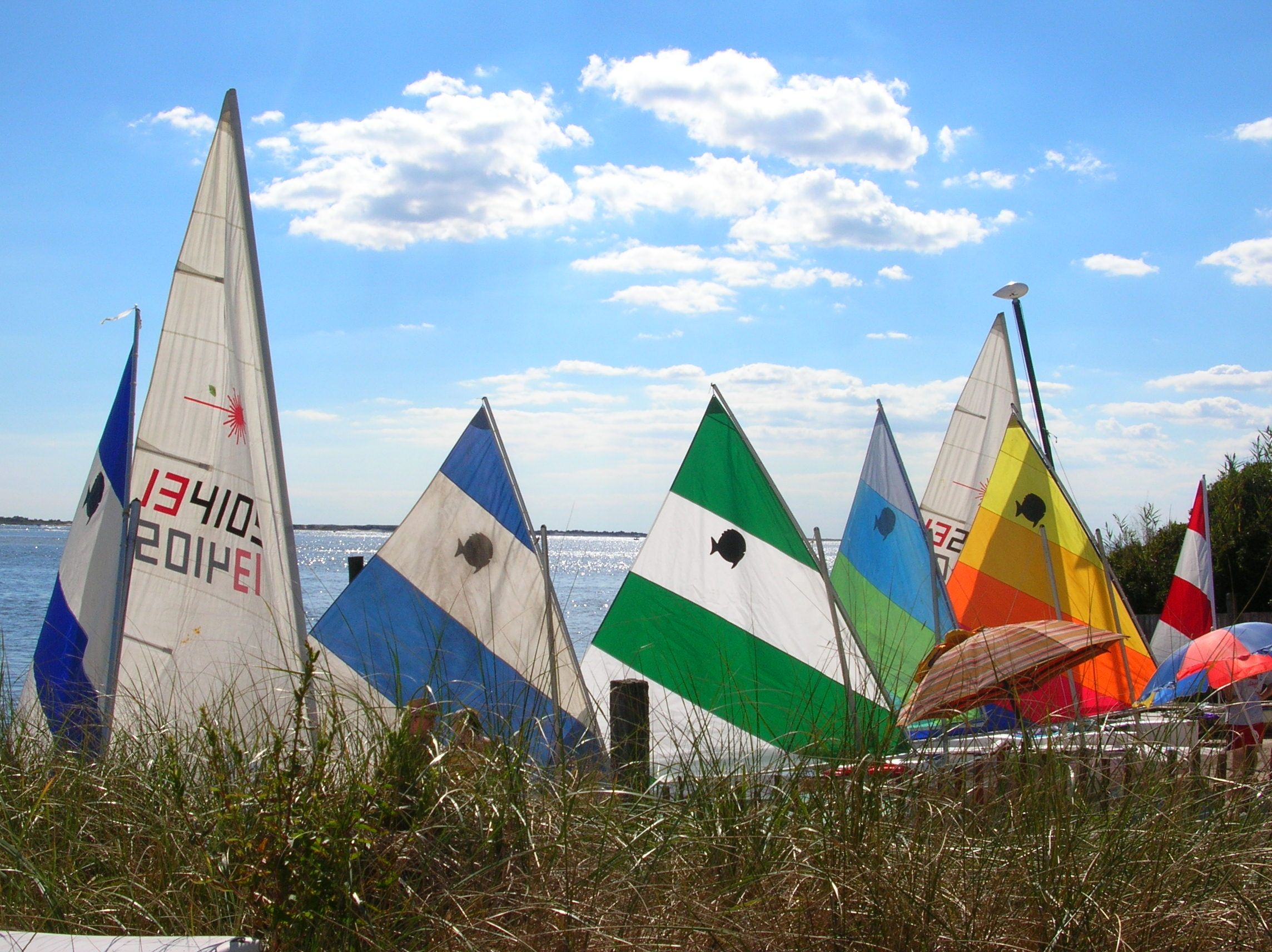
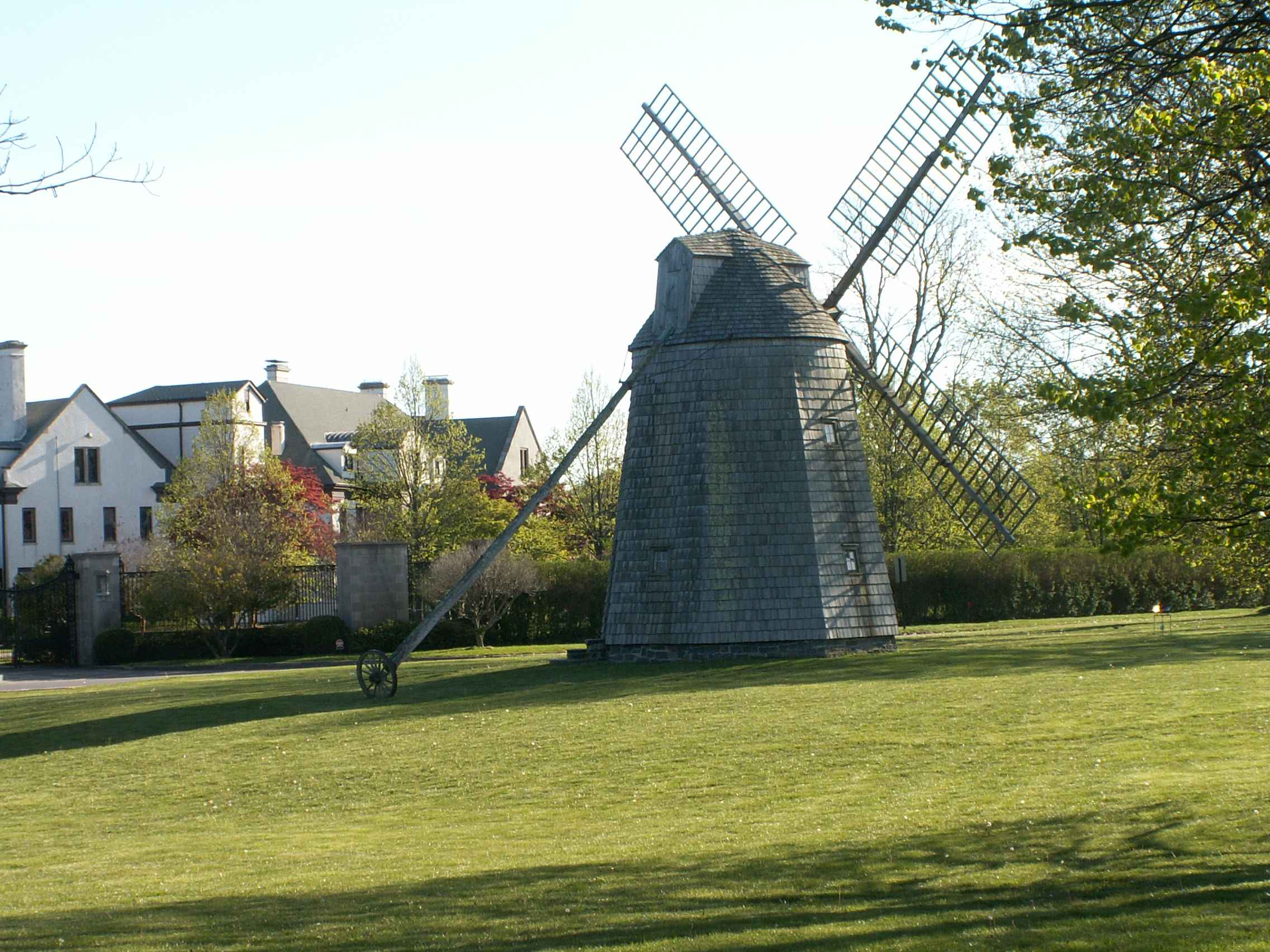
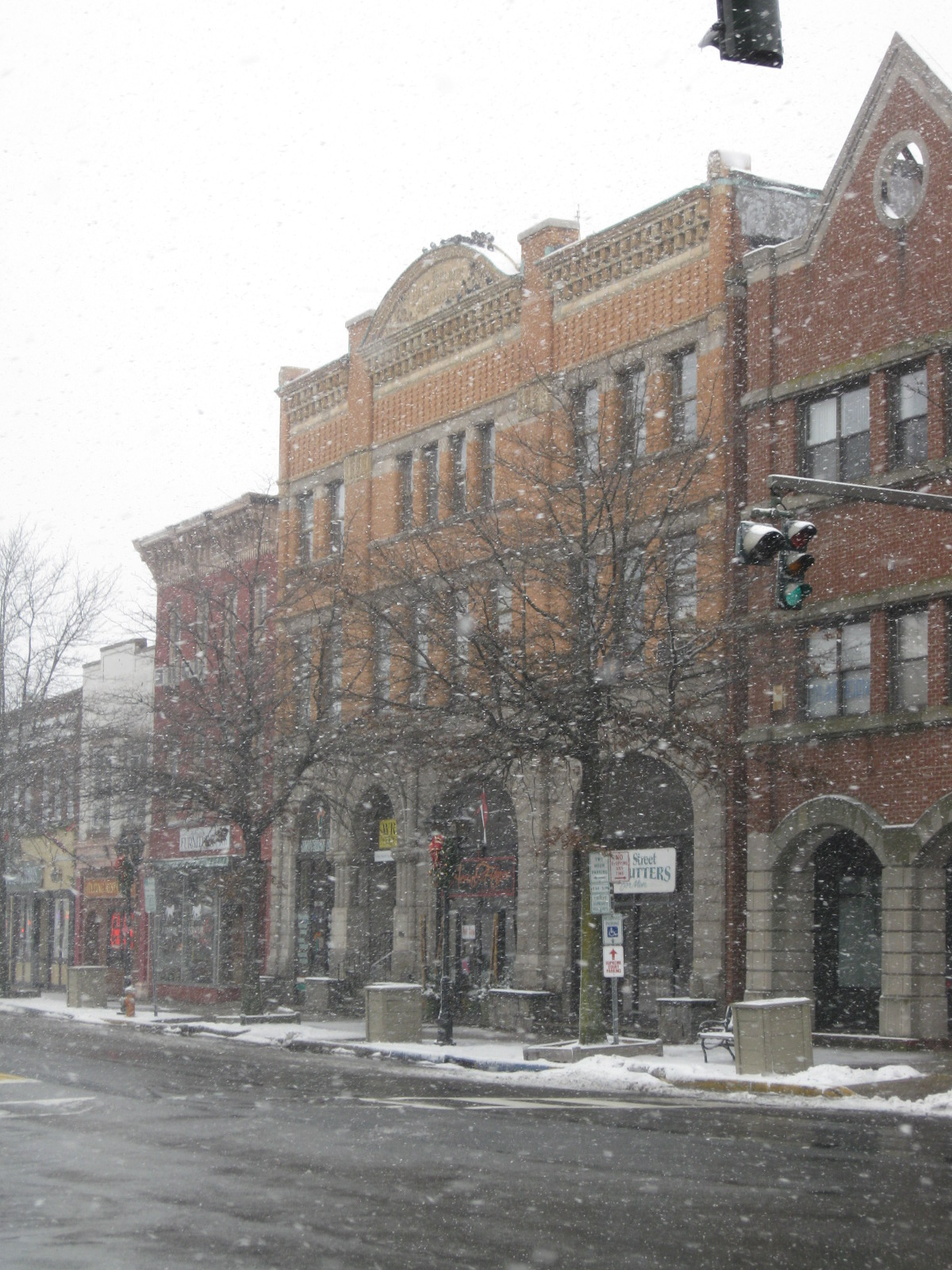

## أعلام
- راي كورلي
- تشارلز غوردون كورتيس
- مايك ايسبوسيتو
- إيريك كورلي
- والتر بيرنت